# 実業同志会
実業同志会（じつぎょうどうしかい）は、大正末期から昭和初期にかけての日本の政党である。1929年（昭和4年）に国民同志会（こくみんどうしかい）と改称するが、国民同志会についてもこの項で扱う。

## 概要
第一次世界大戦後の戦後恐慌の状況の中で、鐘淵紡績社長武藤山治は政界浄化・産業振興・悪税撤廃などを唱え、1923年（大正12年）4月23日に実業同志会を組織した。翌年の第15回衆議院議員総選挙では、営業税撤廃や電話・鉄道民営化などの経済的自由主義を公約に34名の候補者を擁立し、8名が当選した。
1926年（大正15年）より実業同志会は政友本党と提携していたが、1928年（昭和3年）に立憲政友会と地租・営業収益税の廃止などを条件に協定を結び、田中義一内閣に協力するようになった。田中内閣は協定に基づき、地租と営業収益税を地方税化する両税委譲法案を提出し、衆議院は通過したが貴族院では審議未了廃案となった。
1929年（昭和4年）4月17日の党大会で、貴族院改革と金解禁実行を政策に加え、国民同志会と党名を改めた。
しかし党勢が伸び悩む中、1932年（昭和7年）1月に衆議院が解散されると、武藤は不出馬を表明し、国民同志会は解散した。